# GBZ (Rufzeichen)
GBZ ist das Rufzeichen eines britischen Längstwellensenders, der auf der Frequenz 19,6 kHz von Anthorn in Cumbria (früher von Criggion) aus codierte Signale an getauchte U-Boote sendet. Die Reichweite beträgt mehrere tausend Kilometer.
Von demselben Standort aus werden auch Signale von LORAN und MSF (Zeitzeichensender) verbreitet.